# Chrzanówek
Chrzanówek (prononciation : [xʂaˈnuvɛk]) est un village polonais de la gmina d'Opinogóra Górna dans le powiat de Ciechanów de la voïvodie de Mazovie dans le centre-est de la Pologne.
Il se situe à environ 5 kilomètres au sud-ouest d'Opinogóra Górna (siège de la gmina), 3 kilomètres au nord-est de Ciechanów (siège du powiat) et à 77 kilomètres au nord de Varsovie (capitale de la Pologne).
Le village possède approximativement une population de 244 habitants en 2023.

## Histoire
De 1975 à 1998, le village appartenait administrativement à la voïvodie de Ciechanów.